# Trznadel białogłowy
Trznadel białogłowy (Emberiza leucocephalos) – gatunek małego ptaka z rodziny trznadli (Emberizidae). Gniazduje w umiarkowanych strefach klimatycznych Azji oraz skrajnie wschodniej Europy; rzadko zalatuje w głąb Europy, dwa razy stwierdzony w Polsce. Wędrowny, zimuje na południe od zasięgu letniego; podgatunek z północno-środkowych Chin jest osiadły. Nie jest zagrożony wyginięciem.

## Podgatunki i zasięg występowania
Wyróżniono dwa podgatunki E. leucocephalos:
- E. leucocephalos leucocephalos – wschodni kraniec europejskiej części Rosji do wschodniej Syberii i północno-wschodnich Chin; Sachalin. Zimuje od Afganistanu i północnego Pakistanu na wschód po Nepal, północne Chiny, północną Mongolię i Japonię, na południe po południowy Turkmenistan, północny i południowo-zachodni Iran oraz w północnym Izraelu.
- E. leucocephalos fronto – północno-wschodni Qinghai i południowe Gansu (północno-środkowe Chiny).

W Polsce obserwowany tylko dwa razy (stan w 2017). Pierwszy był to lęg mieszany z samicą trznadla zwyczajnego. Lęg ten, odnotowany w 1994 nad Biebrzą, nie powiódł się; gniazdo zostało splądrowane przez drapieżnika. Podobne przypadki lęgów mieszanych stwierdzano na zachodniej Syberii; takie mieszańce są płodne i mają cechy mieszane. Prawdopodobnie trznadel zwyczajny i białogłowy stanowiły niegdyś jedną populację, która rozdzielona lądolodem w trakcie ostatniego zlodowacenia rozbiła się na dwie, tworząc osobne gatunki. Po raz drugi w Polsce trznadla białogłowego zaobserwowano nad zbiornikiem Jeziorsko w woj. łódzkim we wrześniu 2015.

## Morfologia
Długość ciała wynosi 16–18 cm, masa ciała 19–37 g.
Duży, szarobrązowy trznadel z kasztanowym kuprem. U samca w szacie godowej wierzch głowy i policzki białe, czarno obrzeżone. Pozostała część głowy oraz gardło brązowe. W szacie zimowej głowę pokrywają płowobrązowe i czarne plamki. Wierzch ciała kasztanowy, paskowany ciemnobrązowo. Górna część piersi i brzuch białe. Niższą część piersi i boki zajmują pióra kasztanowe o białych krawędziach, sprawiające efekt łuskowania. Samica różni się mniej intensywnie kasztanowym upierzeniem, głową pokrytą szarobrązowymi pasami, jasną plamą na pokrywach usznych oraz znacznie jaśniejszym wierzchem ciała.

## Lęgi

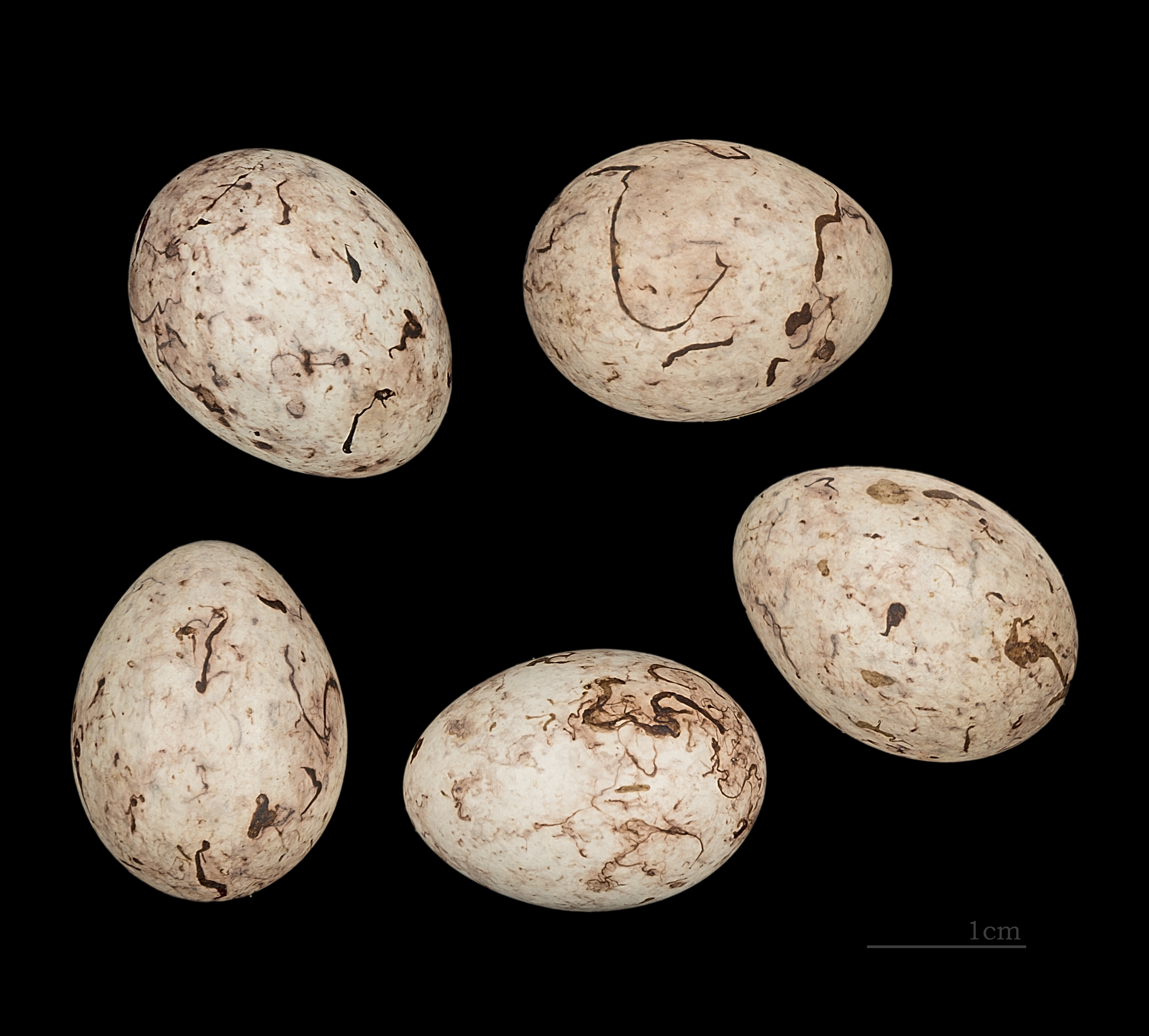
Jaja z kolekcji muzealnej

Wedle Benedykta Dybowskiego okres składania jaj przypada na koniec maja, rzadko trznadel białogłowy wyprowadza drugi lęg w lipcu. Gniazdo mieści się na skraju lasu lub zarośli, na ziemi w lekkim zagłębieniu; ptak buduje je u podnóża drzewa, krzewu lub leżącego konaru ze źdźbeł trawy i wyścieła delikatniejszymi trawami i włosiem końskim. Zewnętrzna średnica to około 13 cm, głębokość 5 cm. Zniesienie liczy 4–6 jaj, barwa tła na skorupce zmienna, od jasnoróżowej po fioletową lub zielonawą; pokrywają je liczne brązowe plamy, kreski i nieregularne kształty, także pomniejsze fioletowawe plamki. Wysiaduje jedynie samica, samiec w tym czasie zajęty jest śpiewem. Średnie wymiary dla 54 jaj (22 Taczanowskiego, 7 Reya, pozostałe Dybowskiego) wynoszą 21,48 na 16,1 mm. Średnia masa jaja (n=22) wynosi 173 mg.

## Status i ochrona
IUCN uznaje trznadla białogłowego za gatunek najmniejszej troski (LC – Least Concern) nieprzerwanie od 1988. Liczebność światowej populacji nie została oszacowana, ale ze względu na brak istotnych zagrożeń jej trend uznawany jest za stabilny.
W Polsce jest objęty ścisłą ochroną gatunkową.